# Pol de les Llibertats
Pol de les Llibertats (PdL) fou una coalició política italiana de centredreta constituïda inicialment per a les eleccions legislatives italianes de 1994, per als col·legis uninominals d'Itàlia del Nord.

## Creació
L'expresssió PdL fou creada pel dirigent de la Lliga Nord Roberto Maroni el 30 de gener de 1994 després d'un acord entre el seu partit i Forza Italia de Silvio Berlusconi, degut a la nova llei electoral de caràcter majoritari. Per a les eleccions de 1994 va aplegar els partits:
- Forza Italia, centredreta, de Silvio Berlusconi, amb ex DCI i PCI
- Lliga Nord, autonomista i federalista de Padània, dirigit per Umberto Bossi
- Centre Cristià Democràtic (CCD), ex DCI que no s'uniren al PPI, per Pier Ferdinando Casini i Clemente Mastella
- Unió de Centre (UdC) amb ex PLI, dirigits per Alfredo Biondi i Raffaele Costa.
- Riformatori, antics membres del Partit Radical (Emma Bonino i Marco Taradash), de manara autònoma.

Adoptaren com a símbol el guerrer de la Lliga i el de Forza Itàlia, que es presentaven a ambdues Cambres. Els altres tres es presentaren al Senat dins de Forza Italia.

## El primer govern Berlusconi
Juntament amb els vots obtinguts pel Pol del Bon Govern, present a Centre i Sud, i Alleanza Nazionale, assolí majoria absoluta a la Cambra dels Diputats i quasi majoria al Senat d'Itàlia. Així Berlusconi pogué formar govern amb càrrecs per a tots els partits (els radicals obtingueren la comissaria europea per a Emma Bonino), però va durar poc per les fortes diferències entre la Lliga i AN, a la que Bossi qualificava de feixista.
El 21 de desembre de 1994 la Lliga deixa el govern i donà suport una moció de confiança presentada per Rocco Butiglione (PPI). Una part dels diputats de la Lliga rebutjaren donar-la suport i en foren expulsats; el seu cap, Luigi Negri, cap de la Lliga Llombarda, decidí romandre en el Pol i va crear la Lliga Italiana Federalista. Com que el president Oscar Luigi Scalfaro era contrari a convocar noves eleccions, va formar govern Lamberto Dini.

## Readscripció de forces
Després del Consell nacional d'11 de març de 1995, Rocco Buttiglione va decidir trencar el pacte amb el PDS i tornar el PPI al centredreta, cosa que provocà el trencament del partit. Els partidaris de Buttiglione adoptaren el nom de Pol Popular i donaren suport Berlusconi, mentre que els altres o Populars (Popolari) donaren suport Romano Prodi. A les eleccions regionals italianes de 1995 el Pol de la Llibertat presentà una llista homogènia amb: 
- Forza Italia-Il Polo Popolare
- Centre Cristià Democràtic
- Alleanza Nazionale
- Pensionistes del Sol (a Llombardia)

El resultat no fou tant positiu com l'esperat, a causa de la defecció de la Lliga i que el suport Popular no fou tan alt com l'esperat. Tot i així, guanyaren a 6 regions (Llombardia, Campània, Vèneto, Piemont, Pulla i Laci). El juliol de 1995 Buttiglione redefiní el seu moviment, i arriba a un acord amb els populars de centreesquerra amb el nom de Cristians Democràtics Units (CDU).

## Derrota a les legislatives de 1996
A les eleccions legislatives italianes de 1996 la coalició es tornà a presentar amb un símbol únic per a la Cambra. Arribà a un acord amb Forza Italia, CCD-CDU i Alleanza Nazionale, i fins i tot arribaren a un acord amb la Llista Marco Pannella-Sgarbi pel qual FI ajudaria als radicals a canvi de convocar una sèrie de referèndums.
La suma total de la coalició amb la Llista Pannella fou del 44% (contra el 43,4% del centreesquerra), però l'oposició de la Lliga Nord va donar el govern a Romano Prodi. Tot i estar a l'oposició, donaren suport el govern en votacions a favor de l'ajuda humanitària a Albània (1997) o l'ampliació de l'OTAN, quan Rifondazione Comunista  (en la coalició de govern), havia votat en contra. A les eleccions regionals de Sicília de 1996, però, guanyaren i aconseguiren formar govern.
A les eleccions administratives i municipals de 1997 aconseguiren que Gabriele Albertini fou escollit alcalde de Torí i Raffaele Costa de Milà. Per la tardor Bossi proposà una aliança Lliga-Pol per a prendre Venècia al centreesquerra, però no reeixí i Massimo Cacciari continuà com a alcalde. Tampoc aconseguiren guanyar a Gènova.
A la primavera de 1998 molts parlamentaris abandonaren el Pol per passar-se a l'UDR de Francesco Cossiga, que proposava crear un gran centre alternatiu. Mastella va fundar els Cristians Demòcrates per la república (CDR), que s'uniren a UDR, així com el CDU de Buttiglione i alguns membres de FI i AN a títol personal. UDR permeté la formació del govern de Massimo D'Alema, i l'aliança entre UDR i l'Ulivo provocaren canvis de governs regionals a Sicília, Campània, Calàbria i Molise.
El resultat de les eleccions europees de 1999 fou força positiu per a Forza Italia, que fou el partit italià més votat. La coalició amb CCD i AN-Pacte Segni tenia el 38,1% dels vots contra el 41,2 del centreesquerra. A les eleccions administratives de 1999 aconseguiren  que Giorgio Guazzaloca fos alcalde de Bolonya i al Piemont arribaren a un acord amb la Lliga, malgrat que l'artífex, Domenico Comino, en fou expulsat. El CDU i el Partit dels Pensionistes es reagruparen al centredreta.

## Nou acord amb la Lliga Nord a les regionals de 2000
Després de la caiguda del govern de Berlusconi per desavinences amb la Lega Nord, l'aliança va acabar. Després Forza Italia, l'Alleanza Nazionale i el Centre Cristià Democràtic van formar una altra coalició, el Pol per les Llibertats, que l'any 2000, després de la reentrada de la Lliga Nord, que havia abandonat la via secessionista i temia no superar la barrera del 4% en algunes circumscripcions, anuncià haver arribat a un acord amb Força Itàlia per a les regionals i legislatives, i fou acceptat per la coalició malgrat les reticències d'AN i CCD. A les eleccions regionals italianes de 2000 formaren la coalició FI, CCD, CDU, AN, Lliga Nord, Liberal Sgarbi, Partit Socialista-Socialdemocràcia i altres partits de base regional. Guanyaren a 8 regions de 16, reconqueriren Calàbria i guanyaren Laci, Ligúria i Abruços. Per a les Eleccions legislatives italianes de 2001 després de l'ingrés oficial del Nou PSI de Gianni de Michelis i del PRI, la coalició fou rebatejada com a Casa de les Llibertats.

## Resultats electorals
|                   | Vots              | %          | Escons |     |
| Legislatives 1994 | Majoritari Cambra |            |        | 164 |
| Senat             | 6.570.468         | 19,9       | 82     |     |
| Legislatives 1996 | Majoritari Cambra | 15.027.030 | 40,3   | 169 |
| Senat             | 12.185.020        | 37,4       | 116    |     |